# Road Movie (vídeo)
Road Movie és un vídeo estil documental de la banda estatunidenca R.E.M.. Es va publicar en formats VHS i DVD el 25 d'agost de 1996. Amb una durada de noranta minuts i dirigit per Peter Care, presenta material de dinou cançons de la banda mentre realitzava els tres darrers concerts de la gira de suport a l'àlbum Monster, els dies 18, 19 i 21 de novembre de 1995 a The Omni, Atlanta, Estats Units.
La pel·lícula es va estrenar en el 50è Edinburgh International Film Festival, l'agost de 1996. A banda dels members de R.E.M., en els vídeos també hi apareixen els músics convidats Nathan December, Scott McCaughey, i Amanda Brown.
En el rellançament de l'àlbum Monster per commemorar el seu 25è aniversari, es va incloure Road Movie en format Blu-ray en l'edició deluxe.

## Llista de cançons
Totes les cançons foren escrites i compostes per Bill Berry, Peter Buck, Mike Mills i Michael Stipe. 
| Núm.          | Títol                                                       | Durada |
| ------------- | ----------------------------------------------------------- | ------ |
| 1.            | «Intro»                                                     | 0:19   |
| 2.            | «I Took Your Name»                                          | 3:56   |
| 3.            | «What's the Frequency, Kenneth?»                            | 3:42   |
| 4.            | «Crush with Eyeliner»                                       | 4:37   |
| 5.            | «Undertow»                                                  | 5:15   |
| 6.            | «The Wake-Up Bomb»                                          | 5:10   |
| 7.            | «Revolution»                                                | 3:08   |
| 8.            | «Losing My Religion»                                        | 4:47   |
| 9.            | «Binky the Doormat»                                         | 5:23   |
| 10.           | «Orange Crush»                                              | 3:55   |
| 11.           | «Strange Currencies»                                        | 4:27   |
| 12.           | «Tongue»                                                    | 4:42   |
| 13.           | «Man on the Moon»                                           | 5:43   |
| 14.           | «Country Feedback»                                          | 6:21   |
| 15.           | «Find the River»                                            | 4:21   |
| 16.           | «The One I Love»                                            | 3:23   |
| 17.           | «Star 69»                                                   | 3:25   |
| 18.           | «Let Me In»                                                 | 4:08   |
| 19.           | «Everybody Hurts»                                           | 5:52   |
| 20.           | «It's the End of the World as We Know It (And I Feel Fine)» | 5:03   |
| Durada total: | Durada total:                                               | 90:00  |

- Les interpretacions de «Undertow», «The Wake-Up Bomb» i «Binky the Doormat» es van incloure com a cara-B dels senzills «Bittersweet Me» i «Electrolite».

## Crèdits
R.E.M.
- Bill Berry – bateria, percussió, baix, veus addicionals
- Peter Buck – guitarra, baix
- Mike Mills – baix, teclats, guitarra, veus addicionals
- Michael Stipe – cantant

Músics addicionals
- Amanda Brown – violí
- Nathan December – guitarra
- Scott McCaughey – guitarra, teclats